# 가와카도촌
가와카도촌(川角村)은 사이타마현 이루마군에 존재했던 촌이다.

## 지리
현재의 모로야마정 동부에 위치하며 북쪽은 옷베강, 남쪽은 고마강이 흐르고 두 강 사이에 위치한 촌이였다. 현재 사이타마현 도로 39호 가와고에 사카도 모로야마선, 사이타마현 도로 114호 가와고에 고쇼선이 교차하는 곳이다.

## 역사
- 1889년 4월 1일 - 정촌제 시행에 의해 이루마군 가와카도촌이 성립하였다.
- 1955년 4월 1일 - 모로야마정과 합병해 새로운 모로야마정이 되었다.